# 水酸化ストロンチウム
水酸化ストロンチウム（すいさんかストロンチウム、Strontium hydroxide）は、化学式 Sr(OH)2 で表されるストロンチウムの水酸化物であり、固体はストロンチウムイオンと水酸化物イオンからなるイオン結晶である。
水溶液が二酸化炭素を吸収して炭酸ストロンチウムを生成し白く濁るなど、水酸化カルシウムおよび水酸化バリウムなどに類似し、アルカリ土類金属化合物の典型的な性質を示す。
試薬としては主に八水和物 Sr(OH)2·8H2O が市販され、1 - 2%の炭酸ストロンチウムを含み、また固体でも二酸化炭素を吸収して炭酸ストロンチウムに変化しやすいため、密栓して保存する。

## 合成
酸化ストロンチウムに二酸化炭素を含まない水を反応させると激しい水和熱を発しながら生成する。塩基性がより強いため、この反応は生石灰の消和反応より激しく危険を伴う。
{\displaystyle {\ce {SrO + H2O -> Sr(OH)2 ,}}} {\displaystyle \Delta H^{\circ }=-81.2\ {\rm {{\ kJ\ mol}^{-1}}}}
また塩化ストロンチウム、硝酸ストロンチウムなどの水溶液に炭酸ナトリウムを含まない比較的濃厚な水酸化ナトリウム水溶液を反応させると八水和物が析出する。
{\displaystyle {\ce {Sr(NO3)2(aq)\ +2NaOH(aq)\ +8H2O(l)->Sr(OH)2\cdot 8H2O(s)\ +2NaNO3(aq)}}}

## 性質
強塩基として分類され、ストロンチウムイオンのイオン半径 (132 pm)がカルシウムイオン (114 pm)より大きいため、水酸化カルシウムより水に対する溶解度もやや大きく塩基としてもやや強くなり、多くの点において水酸化バリウムに性質が類似する。
溶解度は冷水に対しては低いが、熱水に対しては急激に増大する点が水酸化カルシウムと異なる。これは水溶液から析出する固相が85℃以下では八水和物 Sr(OH)2·8H2O であり、無水物の溶解熱が発熱であるのに対し、八水和物では吸熱となるためである。85℃以上では飽和水溶液と溶解平衡にある固相は一水和物 Sr(OH)2·H2O となる。
{\displaystyle {\ce {Sr(OH)2(s)\ <=> Sr^2+(aq)\ + 2 OH^-(aq)\ ,}}} {\displaystyle \Delta H^{\circ }=-46.8{\rm {{\ kJ\ mol}^{-1}}}}
{\displaystyle {\ce {Sr(OH)2\cdot 8H2O(s)<=>Sr^{2}+(aq)\ +2OH^{-}(aq)\ +8H2O(l)\ ,}}} {\displaystyle \Delta H^{\circ }=59.8{\rm {{\ kJ\ mol}^{-1}}}}
無水物は375℃で熔融するが、さらに強熱により脱水され酸化ストロンチウムとなり、701℃で水蒸気の解離圧が1気圧に達する。八水和物は100℃程度で脱水され一水和物になる。
{\displaystyle {\ce {Sr(OH)2 -> [\Delta]\ {SrO}+ H2O}}}
水酸化ストロンチウムを酸で中和したものであるストロンチウム塩水溶液の加水分解はほとんど無視し得る。水和ストロンチウムイオンの酸解離定数は以下の通りである。
{\displaystyle {\ce {Sr^2+(aq)\ + H2O(l)\ <=> H^+(aq)\ + SrOH^+(aq)\ ,}}} pKa{\displaystyle \ =13.2}
従って水酸化ストロンチウムの第二段階塩基解離定数は以下のようになる。
{\displaystyle {\ce {SrOH^+(aq)\ <=> Sr^2+(aq)\ + OH^-(aq)\ ,}}} {\displaystyle {\rm {{p}{\it {{K}_{\rm {b2}}={\rm {0.8}}}}}}}

## 用途
ショ糖と反応して水に難溶性のサッカラート C12H22O11·2SrO を生成するため、砂糖の精製に用いられる。